# يابا أنجيلوسي
يابا أنجيلوسي (بالإنجليزية Yaba Angelosi) هو مطرب، ومؤلف وكاتب أغاني ومنتج موسيقي أميركي-جنوب سوداني.
ولد كـ أنجيلو ماكو (Angelo Maku) في قرية صغيرة في جنوب السودان، وهو الأول بين ثمانية أولاد. هاجرت عائلته إلى الولايات المتحدة، حيث تجنسوا.
وبدأ يابا أنجيلوسي حيانه الفنية وهو يغني في الجاليات السودانية الجنوبية والأفريقية في أميركا، حيث لقي النجاح، فأسس مع DJ Maurice عام 2008 شركة إنتاج موسيقي باسم Assida Productions. وفي عام 2011، أسس Assida Records حيث وقّع العديد من الفنانين وخصوصا من أصل سوداني جنوبي ومن بلدان أفريقيا الشرقية ومنهم:
Mista D, Refugee Music, Honor Lyrics, Ambra-Tor, Sway, Sultan Clintone, 703 Boys, Habib Musica, Zakqwan Sam, O-Kays, Meve Alange Patrick, DJ Onax, Giafa, V-Ve$ta, Baf Jay, Slick Nick, Flow Youngin, Dynamq
كان ناشطا في مساندة الإستفتاء لاستقلال جنوب السودان وشارك في التشجيع على المشاركة في الإستفتاء، كما دعي إلى احتفالات البيت الأبيض للاحتفال بتأسيس الدولة الجديدة. يتمتع بشعبية كبيرة في السودان وأفريقيا وفي الجاليات الأفريقية في أميركا الشمالية وأوروبا. يغني بالإنجليزية وباللغات السودانية المحلية ومنها اللغة العربية. أصدر عام 2011 ألبوما بعنوان Survivor.

## وصلات خارجية
- موقع فيسبوك يابا أنجيلوسي
- موقع فيسبوك أسيدا ريكوردز